# Federazione Italiana Salvamento Acquatico
La Federazione Italiana Salvamento Acquatico (FISA) è la terza realtà riconosciuta in ordine cronologico avente diritto legale per la formazione di assistenti bagnanti o bagnini di salvataggio sul territorio italiano. Fondata nel 1899 dal pioniere del nuoto nonché Colonnello del Corpo delle Capitanerie di Porto Arturo Passerini, con il nome di S.I.S., Società Italiana di Salvamento (Natatorium), viene denominata nel 1942 Sezione Salvamento; ad oggi è di fatto denominata F.I.S.A. (Federazione Italiana Salvamento Acquatico) pur mantenendo la dicitura S.I.S. in tutti i documenti ufficiali. La F.I.S.A. ottiene dal Ministero delle Infrastrutture e dei Trasporti, Comando Generale del Corpo delle Capitanerie di Porto l'autorizzazione a rilasciare i brevetti professionali per svolgere l'attività di assistente bagnanti o bagnino di salvataggio con protocollo 0020845 il 04 marzo 2010.
Attualmente è presieduta da Raffaele Perrotta, persona di riferimento per tutte le delegazioni regionali e provinciali. La F.I.S.A nei propri programmi formativi consente ai propri iscritti di aderire ad attività di specialità quali il soccorso cinofilo, il soccorso fluviale, il soccorso con la moto d'acqua e la tavola da surf.